# Weißband-Nesthüterin
Die Weißband-Nesthüterin oder Zweifleckige Kugelspinne (Neottiura bimaculata) ist eine Spinne aus der Familie der Kugelspinnen (Theridiidae). Die Trivialnamen der holarktischen Art rühren von der optischen Erscheinung und vom Brutverhalten des Weibchens her.

## Merkmale

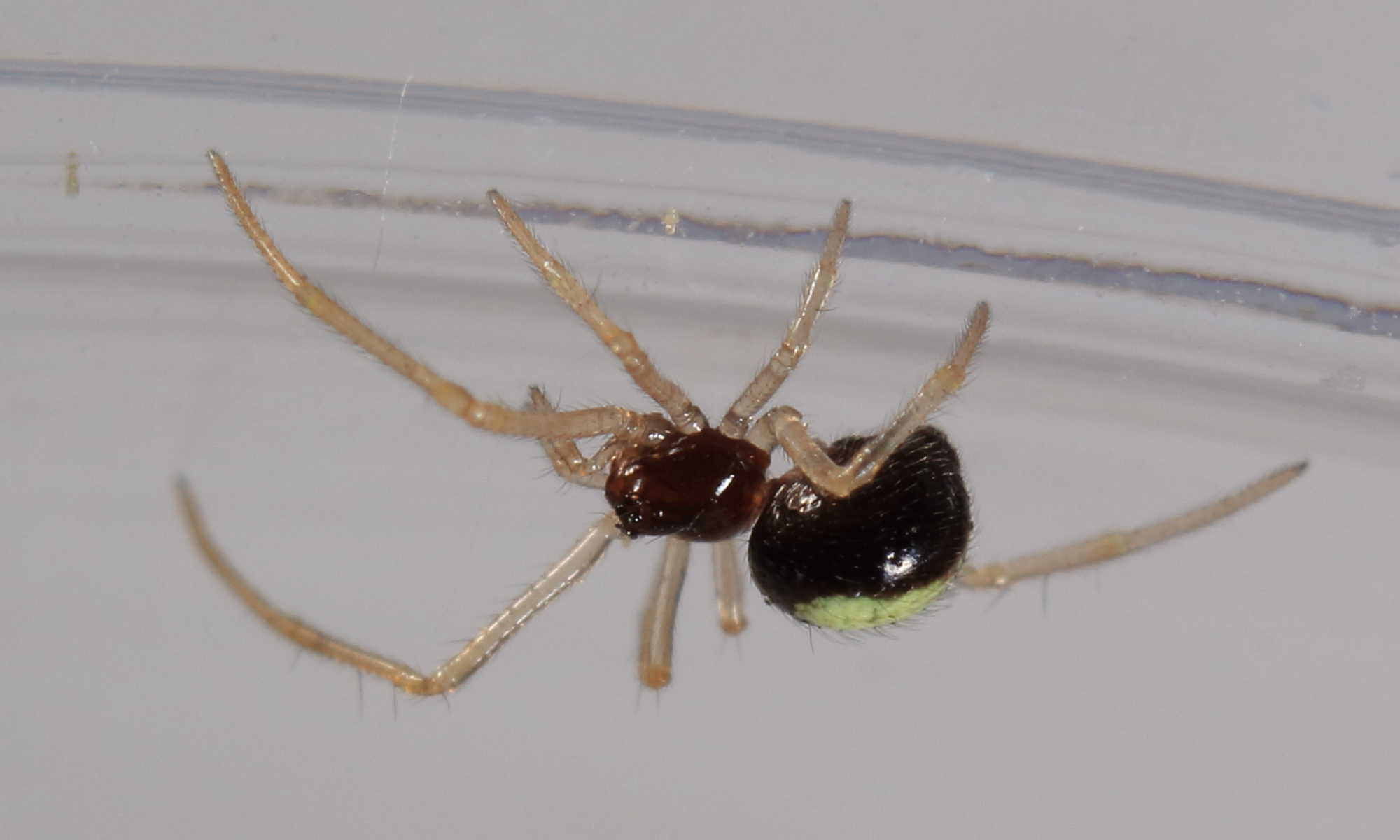
Weitere Ansicht eines Weibchens

Die Körperlänge des Weibchens der Weißband-Nesthüterin beträgt 2,1 bis 3,1 Millimeter und die des Männchens 2,3 bis 2,5 Millimeter. Die Art ist im Verhältnis zum Körper recht langbeinig und erinnert damit an eine Baldachinspinne (Linyphiidae). Die Färbungen können mitunter sehr variabel sein. Die Weißband-Nesthüterin weist wie andere Spinnenarten einen stark ausgeprägten Sexualdimorphismus (Unterschied der Geschlechter) auf.

### Weibchen
Das größere Weibchen hat eine deutlich kontrastreichere Farbgebung als ihr männliches Gegenstück. Der Carapax (Rückenschild des Prosomas bzw. Vorderkörpers) ist hell gelblich bis rotbraun gefärbt und zeigt meist einen breiten und dunklen Längsstreifen. Das Sternum (Brustplatte des Prosomas) ist hellbraun mit einem dunklen Rand oder gelegentlich auch einheitlich dunkel gefärbt. Außerdem besitzt das Sternum eine Erhebung in der Mitte. Die Beine sind hellgelb bis gelbbraun.
Das Opisthosoma (Hinterleib) ist beim Weibchen von kugeliger Gestalt und trägt eine braune bis dunkelbraune Grundfärbung. Auf der Dorsalseite befindet sich ein weißliches bis gelbliches Medianband unterschiedlicher Ausdehnung. So können auch nur die Flanken des Opisthosomas dunkel gefärbt sein oder die dunklere Farbgebung gänzlich fehlen. In diesem Falle weist der Hinterleib eine helle netzartige Zeichnung auf oder das Medianband besteht aus hellen Flecken, die vertikal entlang verlaufen. Die Ventralseite des Opisthosomas ist beim Weibchen dunkelbraun gefärbt, wobei sich manchmal ein heller Fleck hinter der Epigyne (weibliches Geschlechtsorgan) befindet. Die Epigyne ist außerdem stark vorstehend.

### Männchen

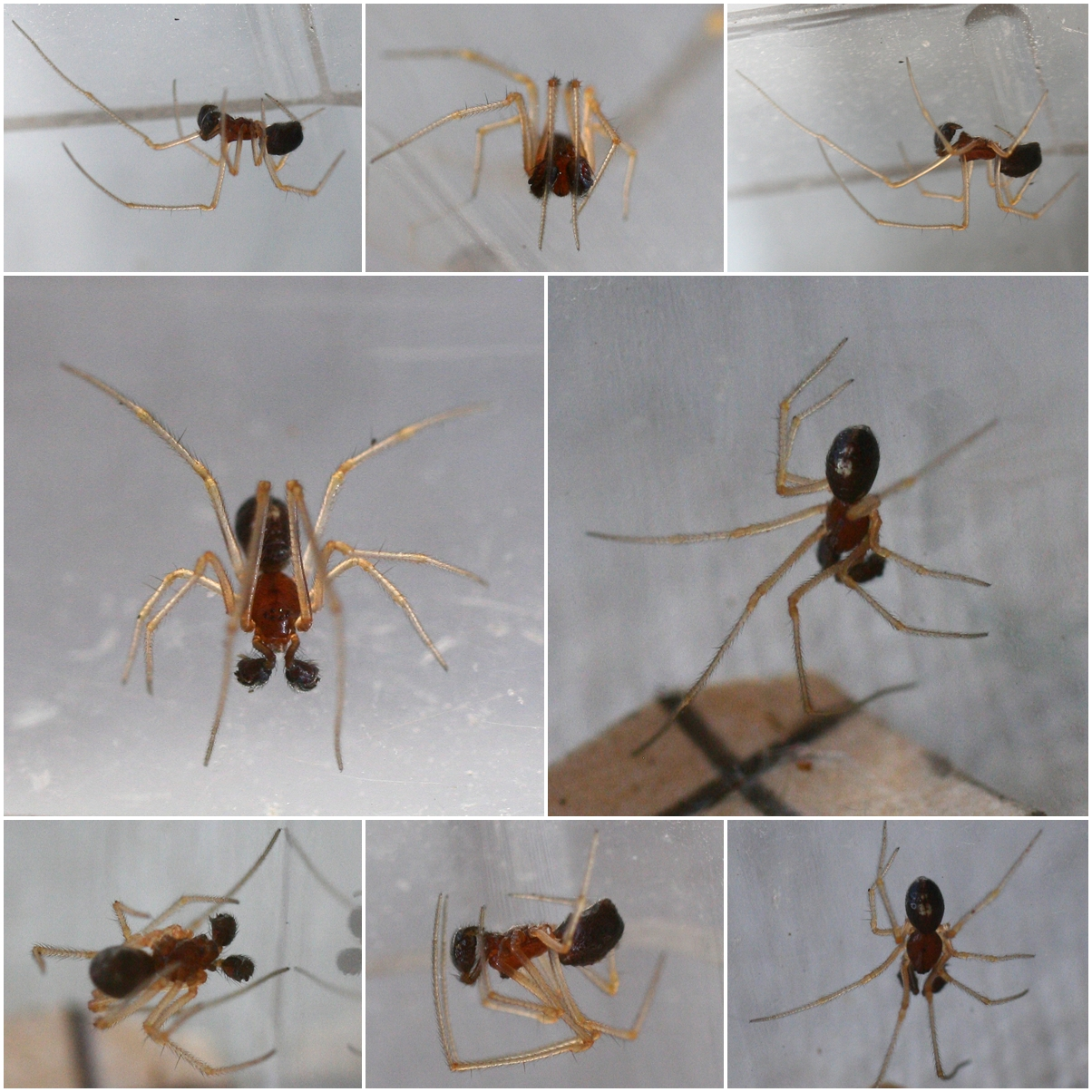
Mehrere Ansichten eines Männchens

Das kleinere Männchen erscheint einheitlich dunkler als das Weibchen. Das Prosoma hat hier eine rotbraune Grundfarbe. Der Carapax des Männchens ist im Augenbereich kegelförmig erhoben und das Sternum im Zentrum nach außen gewölbt. Die Beine erscheinen wie beim Weibchen hellgelb bis gelbbraun. Die Pedipalpen (umgewandelte Extremitäten) sind vergleichsweise lang und die Bulbi (männliche Geschlechtsorgane) sind von recht großer Gestalt und schwarzer Färbung. Die Cymbii (Einführorgane der Bulbi) sind spitz zulaufend.
Beim Männchen ist das Opisthosoma (Hinterleib) von zylindrischer Form und braun bis schwarz gefärbt. Es ist bei einigen Exemplaren mit hellen Flecken oder Strichen, die im Zentrum entlang verlaufen. Deren Anzahl beträgt meist zwei, woher auch der wissenschaftliche Artname bimaculata (lat. für "zweipunktig") sowie die Trivialbezeichnung "Zweifleckige Kugelspinne" rührt.

### Ähnliche Arten

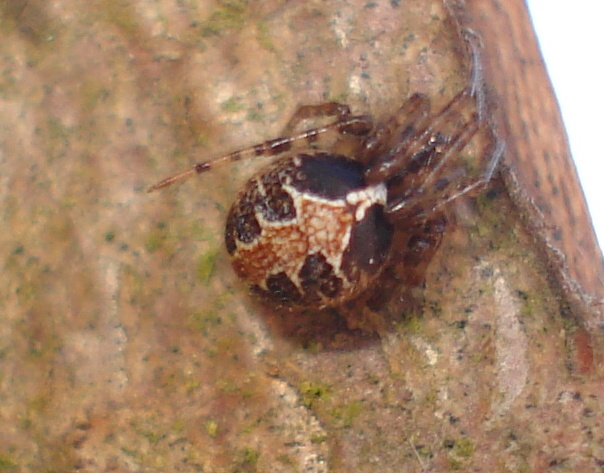
Weibchen der Strauch-Kugelspinne (Theridion pictum)

Die Weißband-Nesthüterin erinnert wie alle Nesthüterinnen (Neottiura) entfernt an die Arten der Echten Kugelspinnen (Theridion) innerhalb der gleichen Familie. Sichere Unterscheidungsmerkmale sind u. a. die längeren Femora der Pedipalpen und die größeren Cymbii sowie Bulbi der Männchen der Nesthüterinnen. Außerdem sind die Cymbii bei den Nesthüterinnen modifiziert und besitzen z. B. seitliche Vorsprünge und ragen über die Sklerite (Hartteile des Chitinpanzers) der Bulbi. Bei den Echten Kugelspinnen fallen Prosoma und Sternum kürzer als bei den Nesthüterinnen aus, bei denen der Clypeus (Kopfschild) außerdem etwas vorspringend geformt ist. Auch sind die Beine der Nesthüterinnen länger und dünner als jene der Echten Kugelspinnen.

## Vorkommen
Das große Verbreitungsgebiet der Weißband-Nesthüterin umfasst Nordamerika, Europa, die Türkei, Kaukasien, Russland, Kasachstan, den Iran, Zentralasien, China und Japan. Zudem sind Funde aus Nordafrika bekannt.

### Habitat

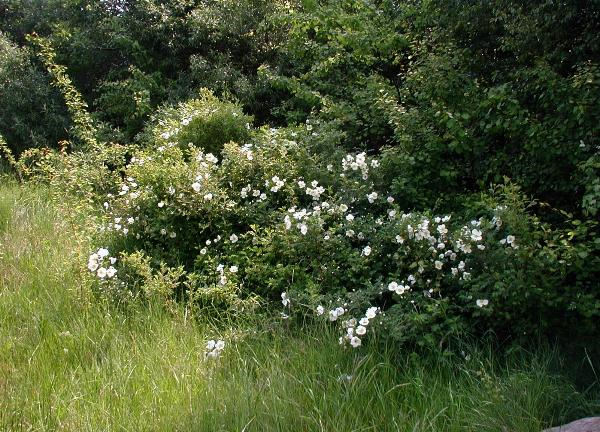
Waldränder wie dieser mit Bibernell-Rosen (Rosa spinosissima) werden mitunter von der Weißband-Nesthüterin als Habitat genutzt.

Die euryöke (tolerant gegenüber verschiedenen Umweltfaktoren) und hygrophile (feuchtigkeitsliebend) Art lebt vorwiegend in Wald- und Wegrändern, wo sie niedrige und krautige Pflanzen bevorzugt. Auch werden verschiedene offene Habitate und lichte Wälder genommen.

### Bedrohung und Schutz
Die Weißband-Nesthüterin ist vielerorts häufig zu finden. Sie wird in der Roten Liste gefährdeter Arten Tiere, Pflanzen und Pilze Deutschlands als „ungefährdet“ eingestuft und unterliegt dementsprechend in Deutschland keinen Schutzstatus. Der globale Bestand der Weißband-Nesthüterin wird von der IUCN nicht gewertet.

## Lebensweise

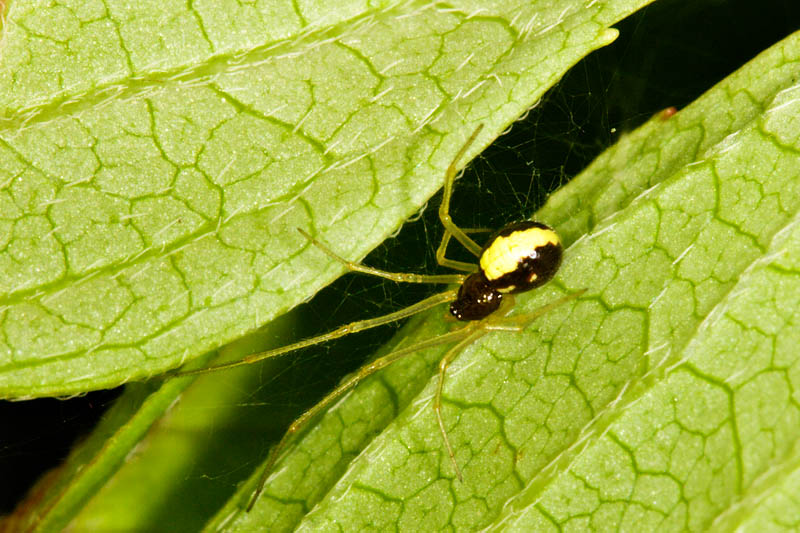
Weibchen in seinem Fangnetz

Die Weißband-Nesthüterin legt in ihrem Haubennetz wie viele Arten der Kugelspinnen ein für diese Familie typisches und unregelmäßiges Spinnennetz zum Zweck des Beutefangs an. In das Beutespektrum fallen andere Gliederfüßer. Dabei legt sie das Fangnetz sowohl am Boden in niedriger Vegetation als auf der Unterseite von Eichenblättern an, wo die Weißband-Nesthüterin häufig zusammen mit der Zwerg-Kugelspinne (Paidiscura pallens) angetroffen werden kann.

### Phänologie
Ausgewachsene Männchen der Weißband-Nesthüterin sind zwischen April bis September und ausgewachsene Weibchen von Mai bis Oktober vorfindbar.

### Fortpflanzung

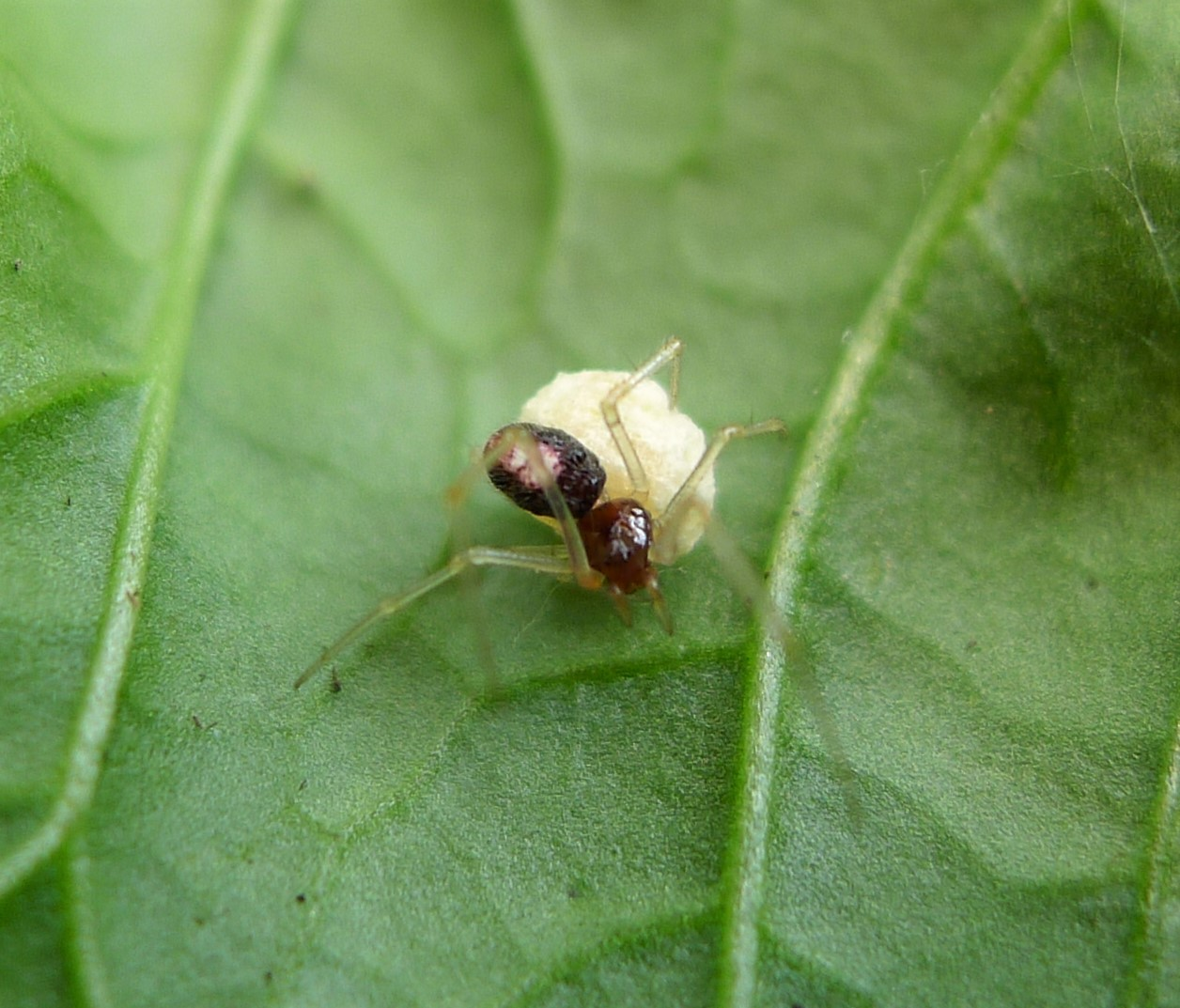
Weibchen mit Eikokon

Während das Weibchen sein Fangnetz für gewöhnlich nicht mehr verlässt, läuft das Männchen meist frei umher und sucht Netze von Geschlechtspartnern. Das Weibchen stellt einige Zeit nach der Paarung einen bis zwei Eikokons her und befestigt sie in seinem Fangnetz. Weibchen mit Kokons können im Zeitraum zwischen Juni und Juli vorgefunden werden. Markant ist das Verhalten des Weibchens im Falle von Störungen, etwa bei Begegnungen mit Prädatoren (Fressfeinden). In einem solchen Fall werden die Eikokons wie etwa bei Wolfsspinnen (Lycosidae) an den Spinnwarzen angeheftet, getragen und an einen sicheren Ort gebracht. Dieses bei allen Nesthüterinnen (Neottiura) vorhandene Verhalten hat der Gattung ihre Trivialbezeichnung eingebracht.

## Systematik
Die Weißband-Nesthüterin erhielt vermehrt Umstellungen und Umbenennungen. Erstbeschreiber Carl von Linné ordnete die Art bei der Erstbeschreibung 1767 wie alle Arten der Gattung Aranea ein und gab ihr die Bezeichnung A. bimaculata. Die heute gängige Bezeichnung Neottiura bimaculata wurde erstmals 1868 von Franz Anton Menge angewandt und wird seit 2001 nach einer Anwendung von Hajime Yoshida durchgehend verwendet. Zuvor fand sie häufig gemeinsam mit der Bezeichnung Theridion brachiatum (Thorell, 1856) und Theridion bimaculata (Simon, 1894) als Bezeichnung für die Art Verwendung.
Die Weißband-Nesthüterin ist heute die Typusart der Nesthüterinnen (Neottiura) und weist aufgrund der vermehrten Umbenennungen heutzutage weitere Synonyme neben den bereits genannten auf. Diese lauten.
- Aranea carolina Walckenaer, 1802
- Theridion carolinum Walckenaer, 1805
- Theridion dorsiger Hahn, 1831
- Linyphia bimaculata C. L. Koch, 1835
- Theridion reticulatum C. L. Koch, 1845
- Steatoda reticulata C. L. Koch, 1850
- Linyphia dorsigum Siemaschko, 1861
- Theridion lepidum Becker, 1896 (vermutlich eigentlich für die Sumpf-Glaskugelspinne (Rugathodes instabilis))
- Theridion nivarium Saito, 1959

## Galerie

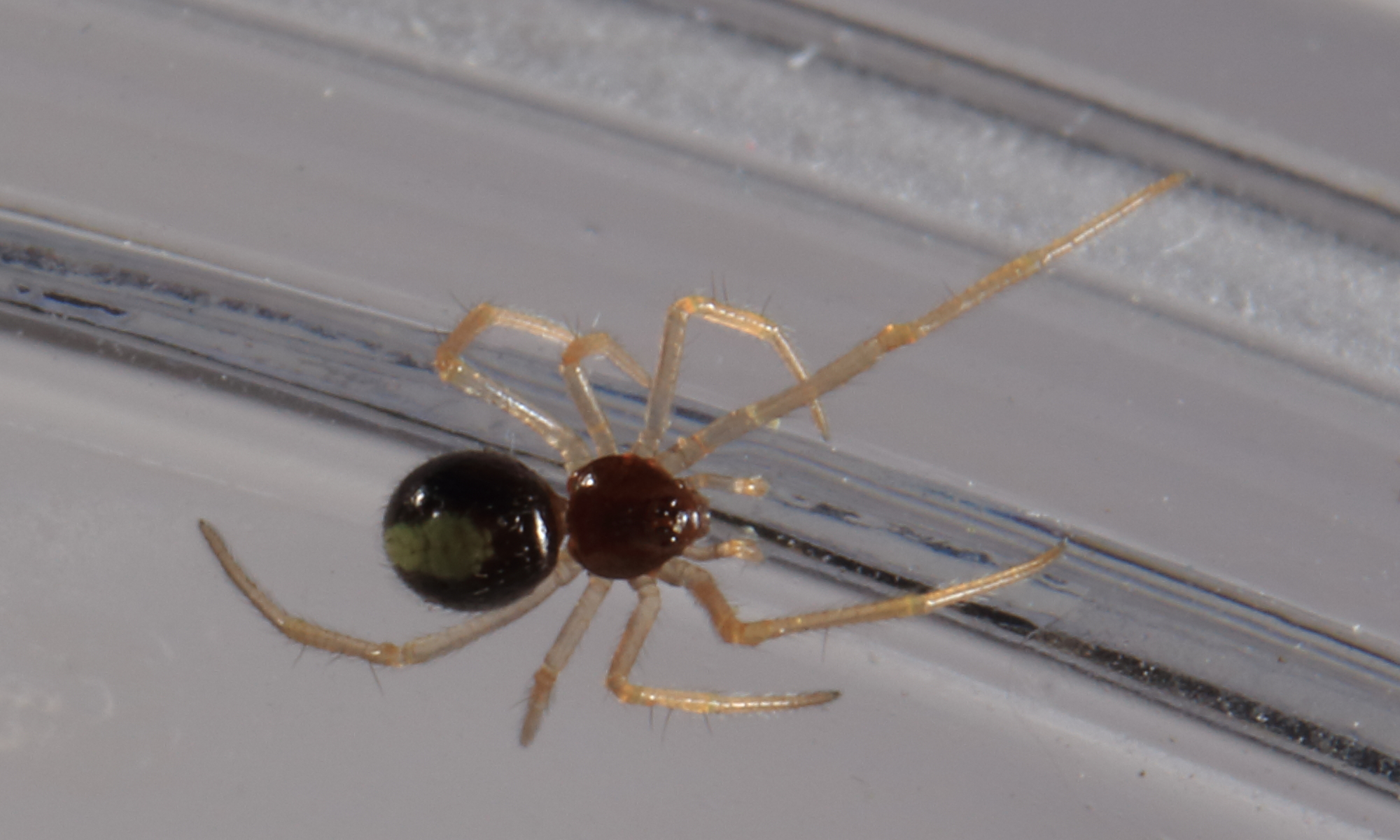
Dorsalansicht eines Weibchens
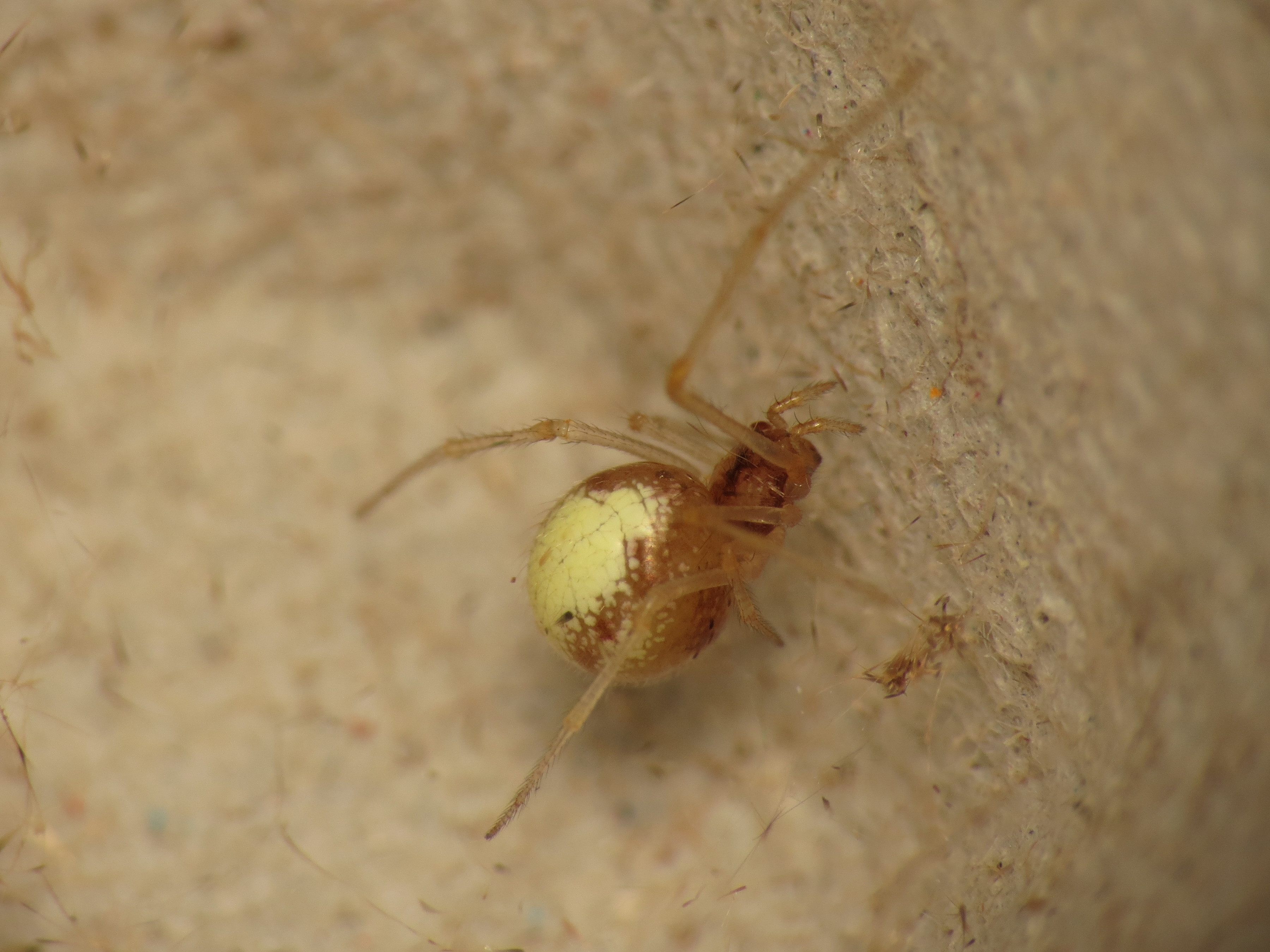
Frontalansicht eines Weibchens
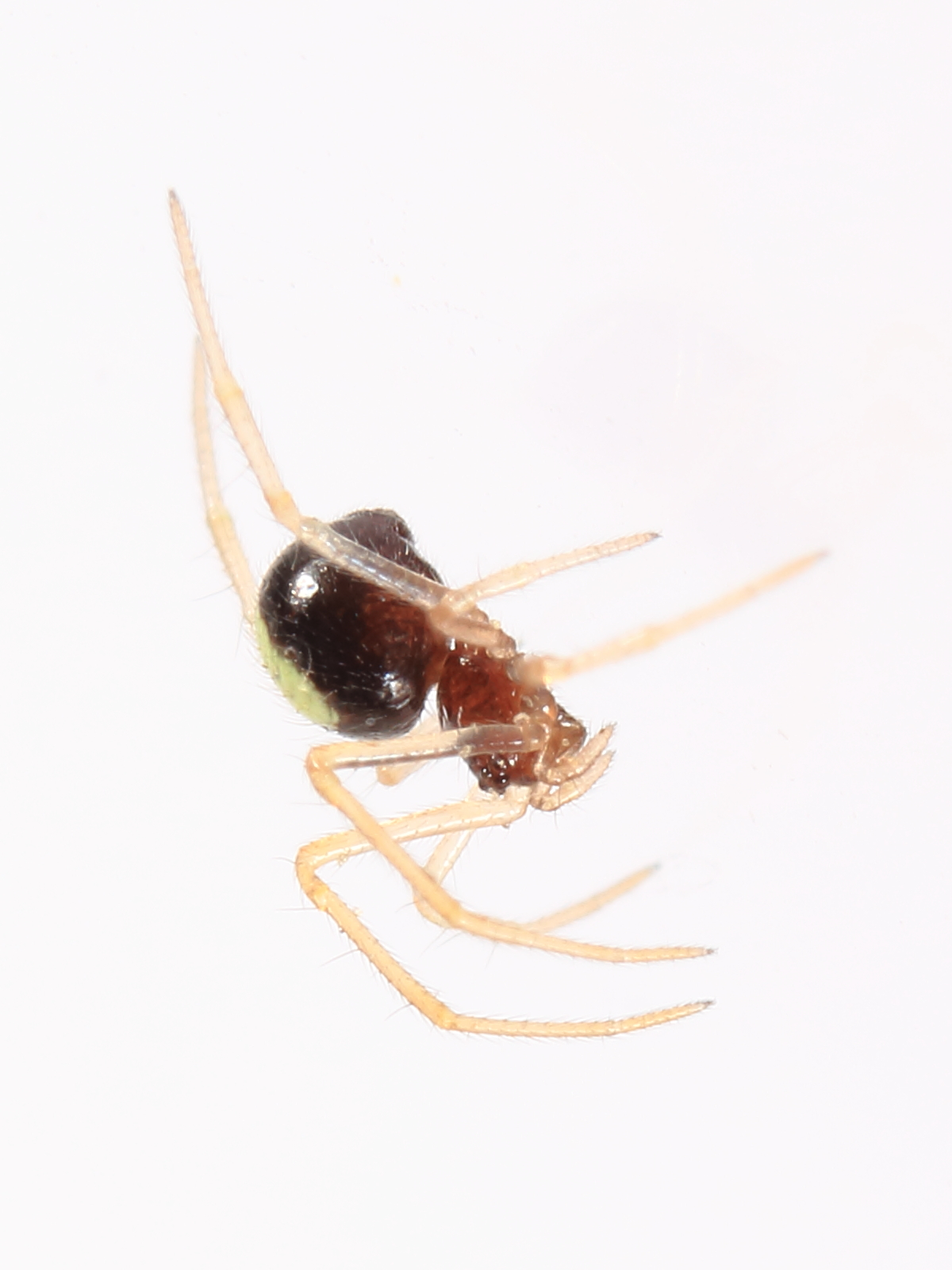
Lateralansicht eines Weibchens
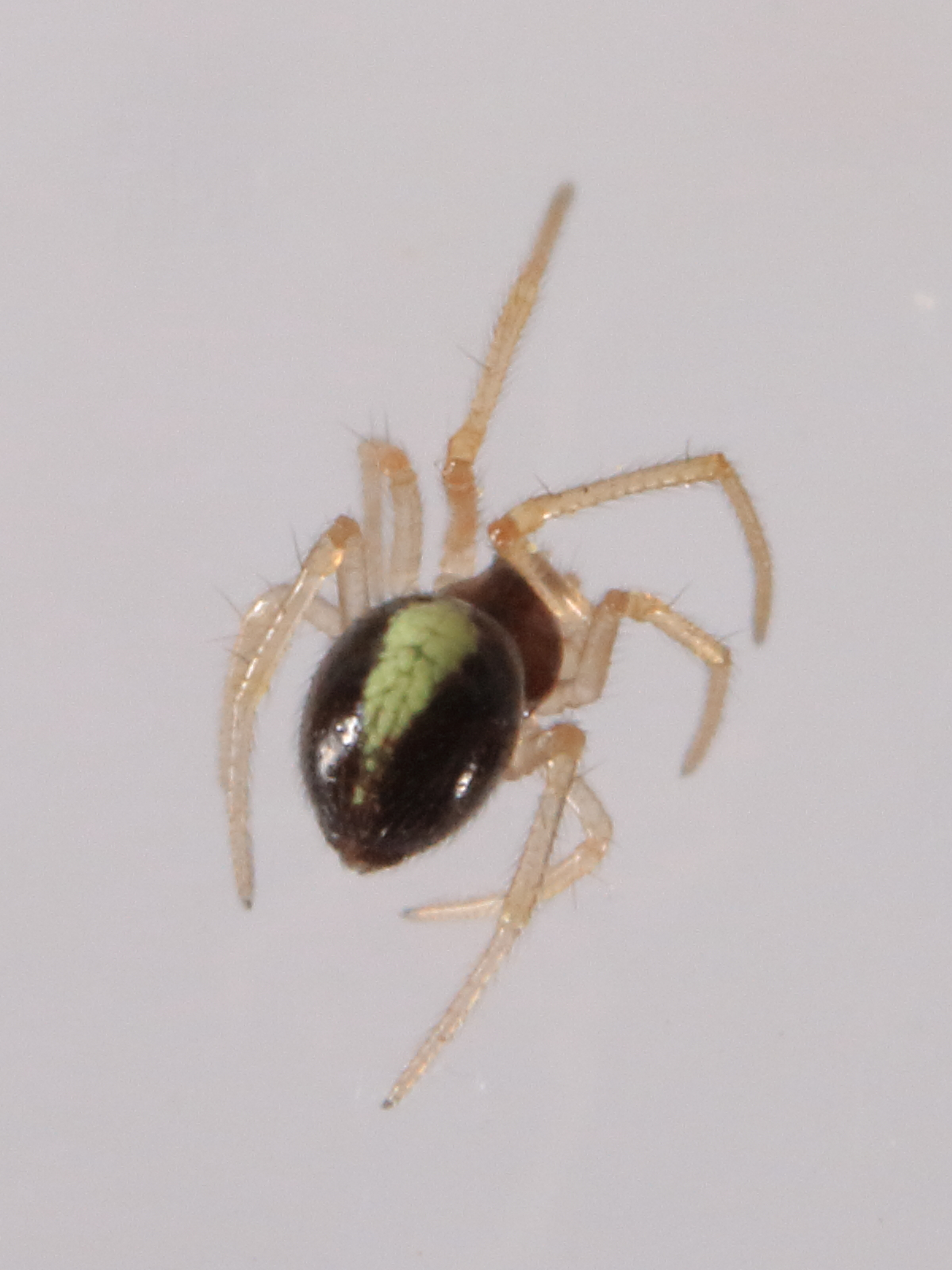
Rückansicht eines Weibchens
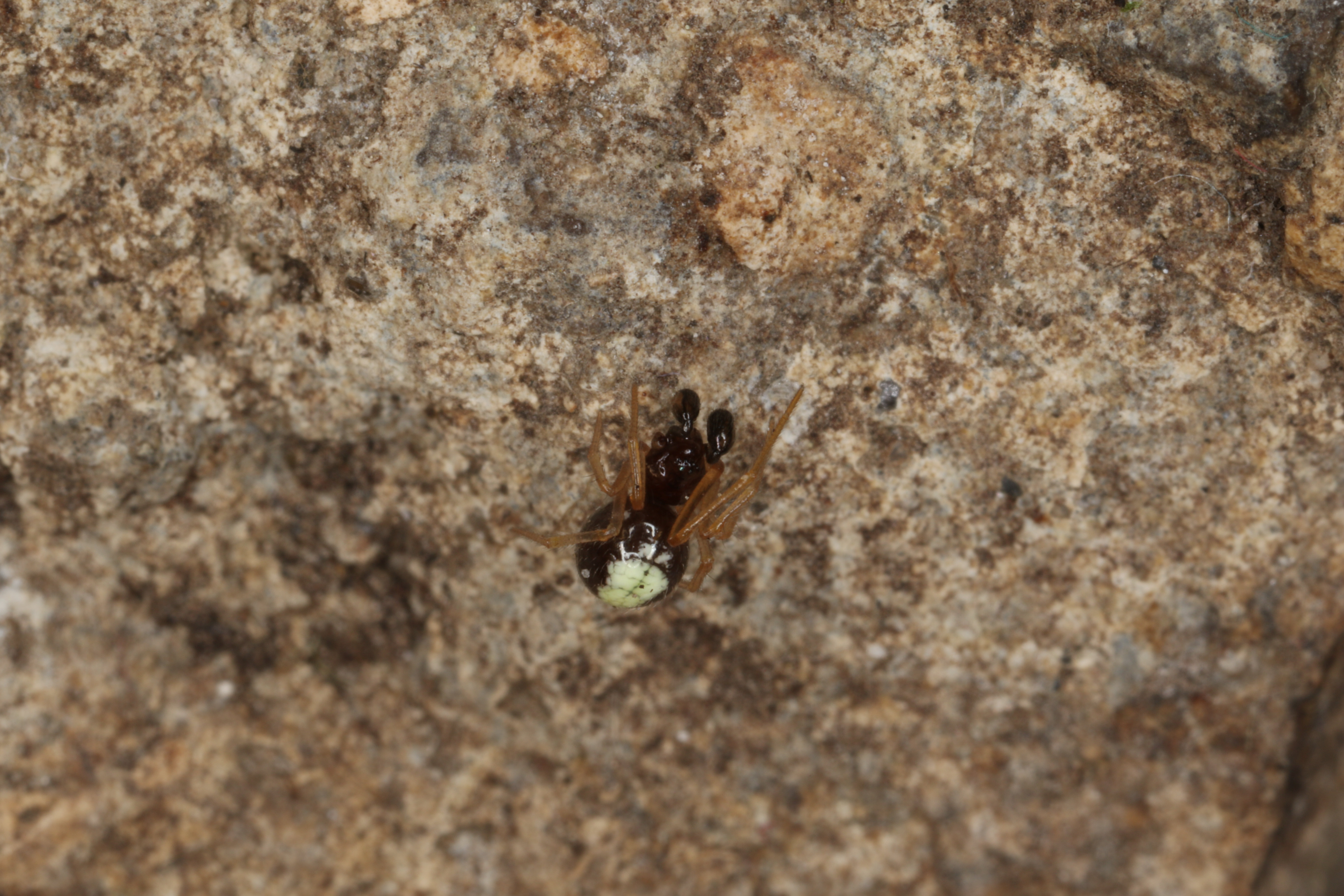
Dorsalansicht eines Männchens
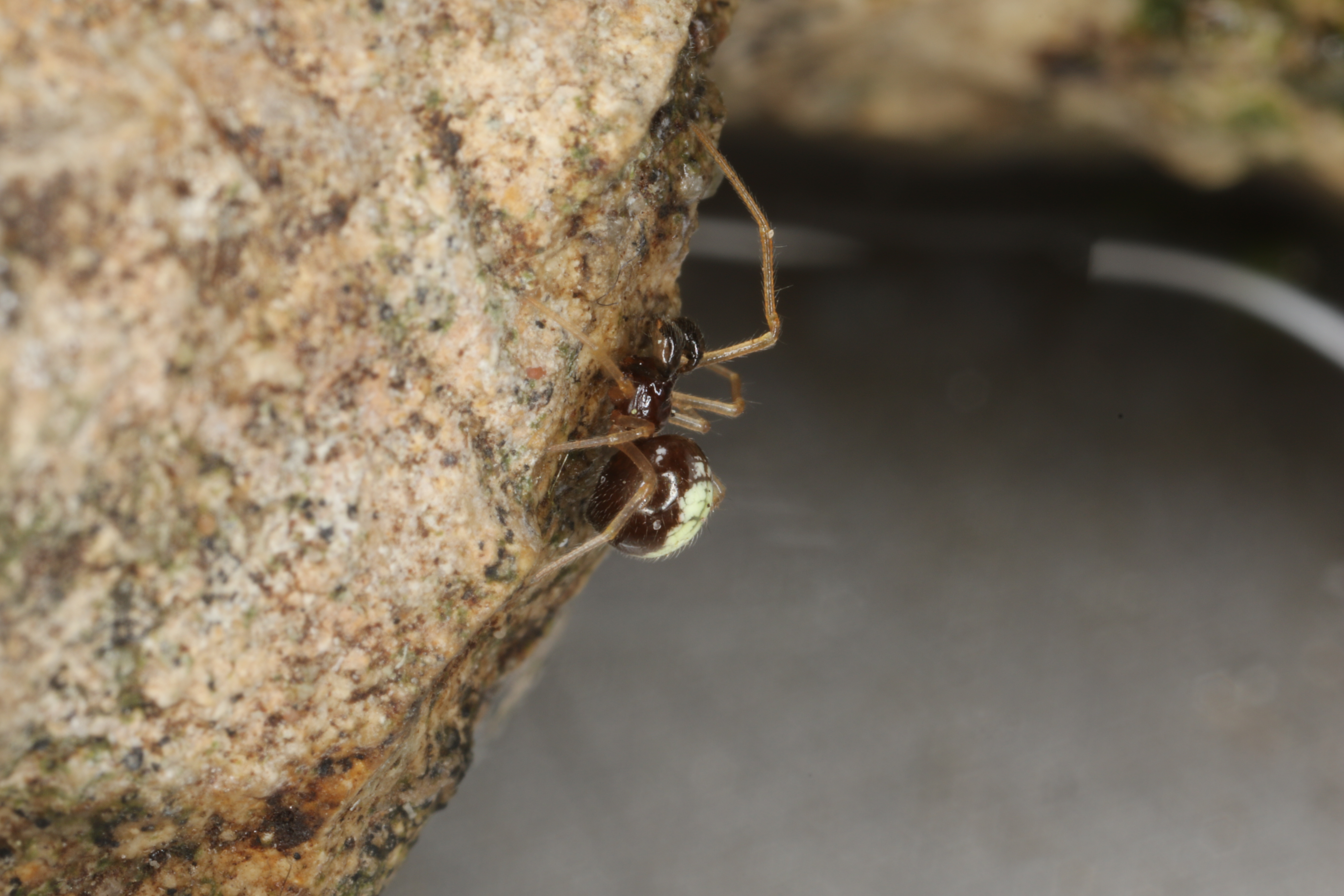
Lateralansicht eines Männchens
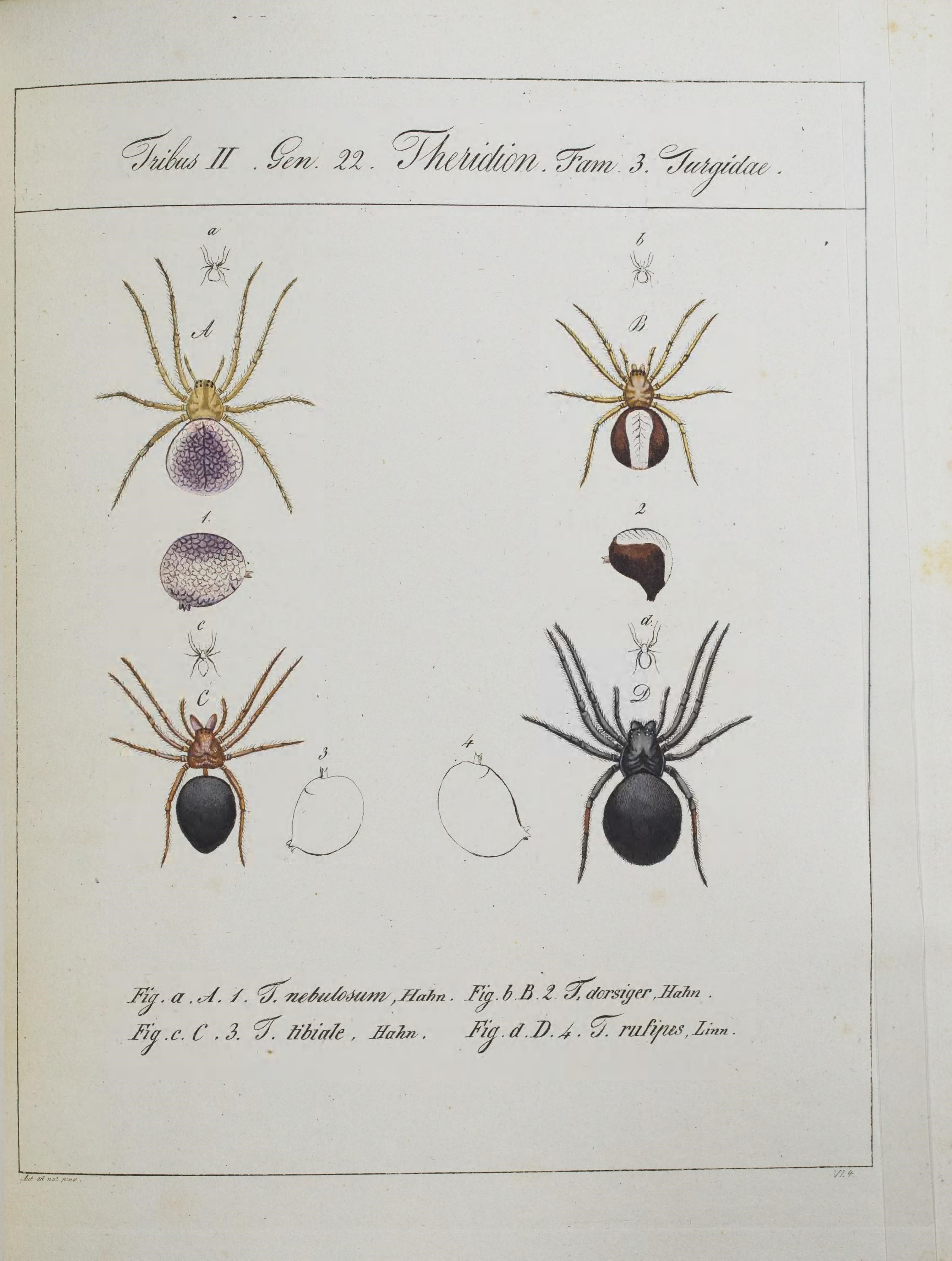
Ausschnitt aus Monographia Aranearum = Monographie der Spinnen von Carl Wilhelm Hahn (1820)